# Delphinium luteum
Delphinium luteum är en ranunkelväxtart som beskrevs av A. A. Heller. Delphinium luteum ingår i släktet storriddarsporrar, och familjen ranunkelväxter. Inga underarter finns listade i Catalogue of Life.

## Bildgalleri

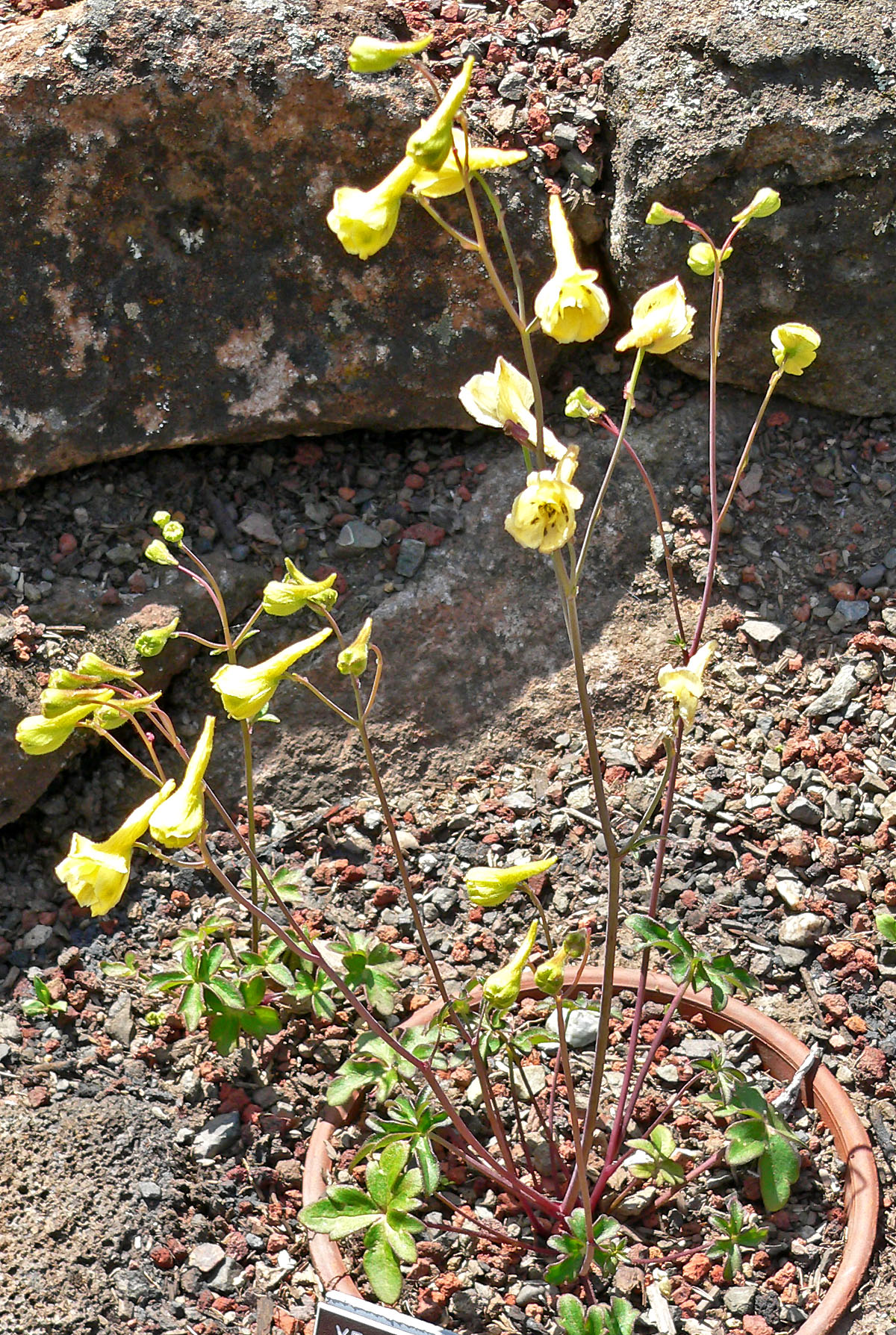
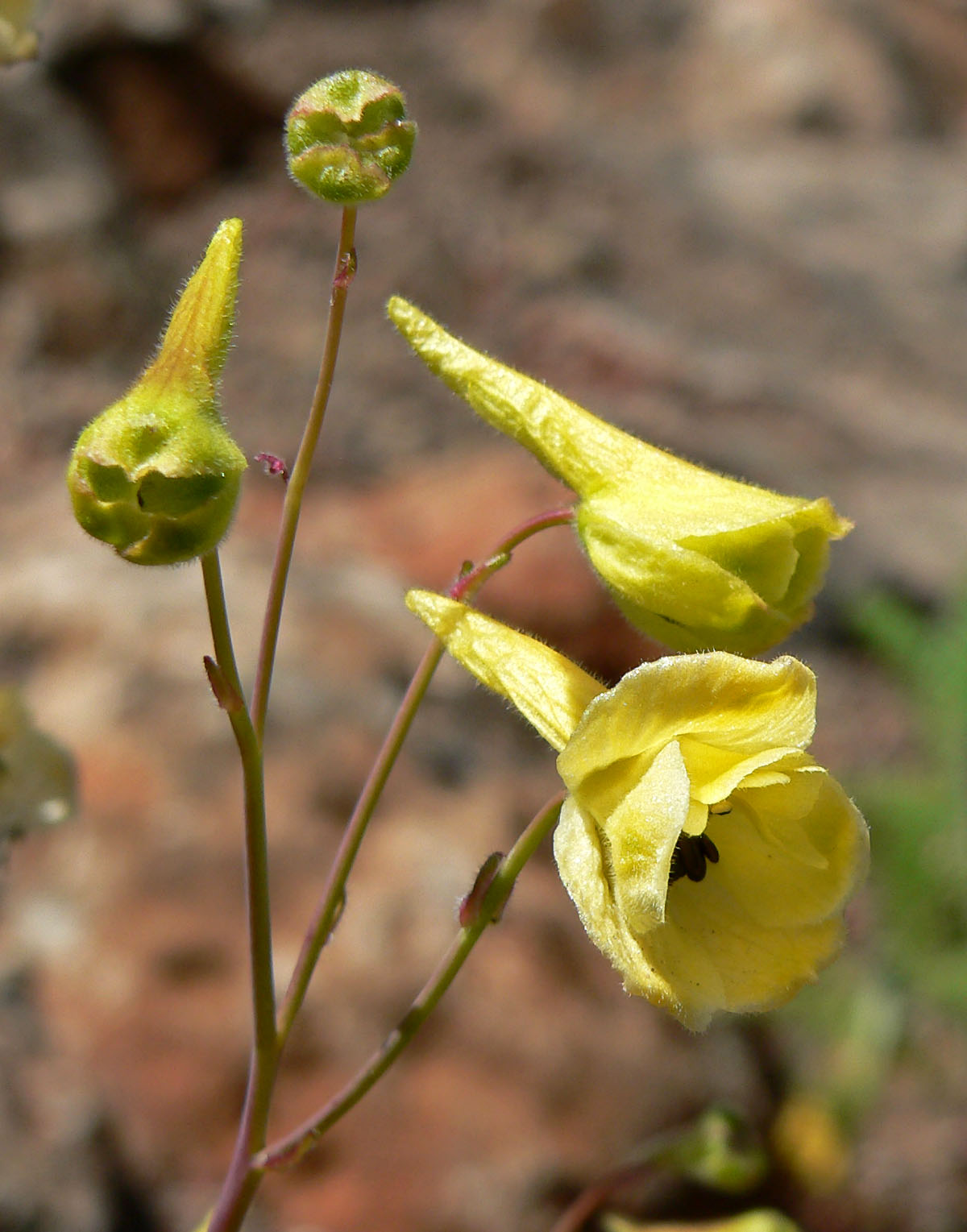
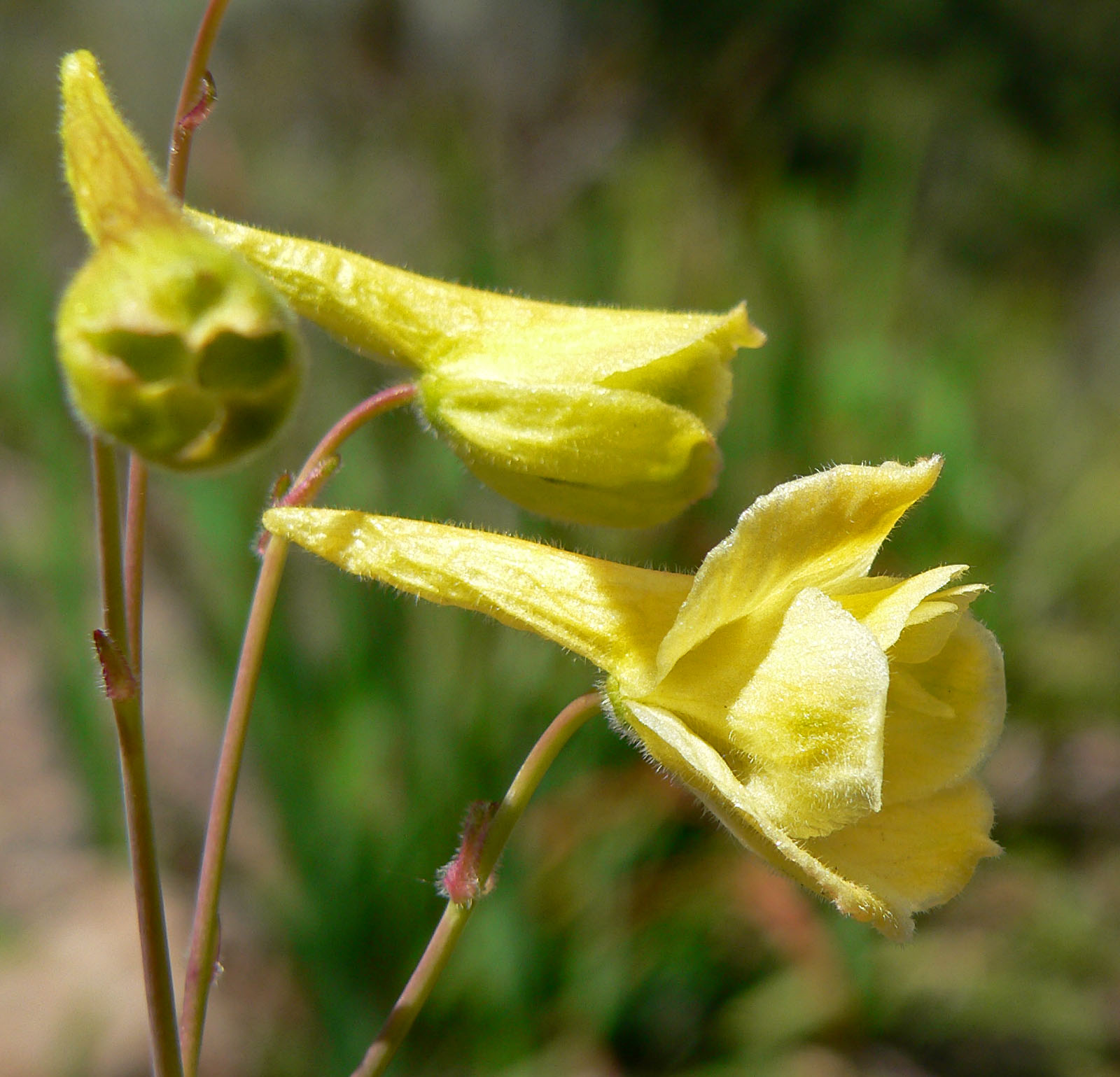
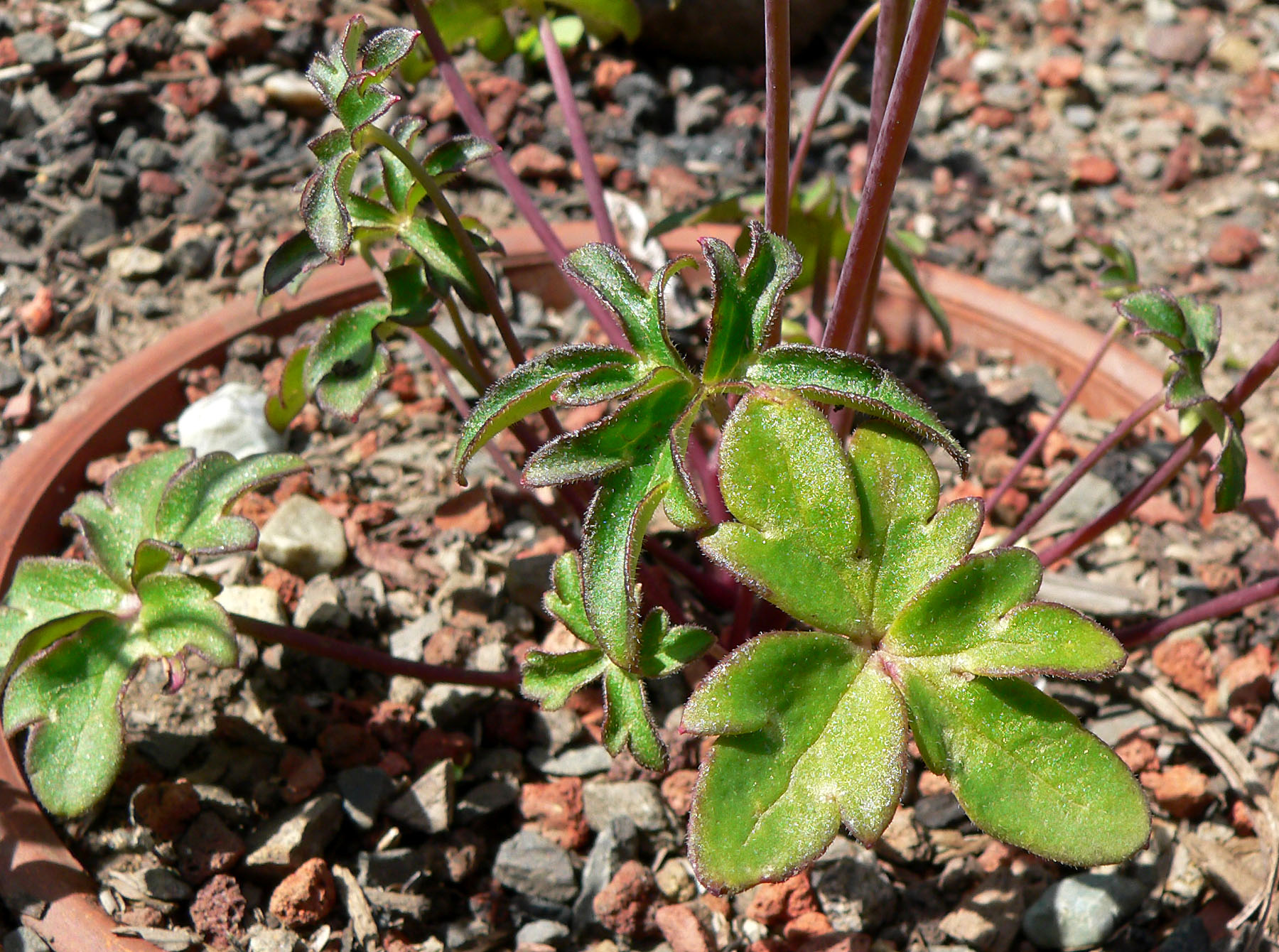
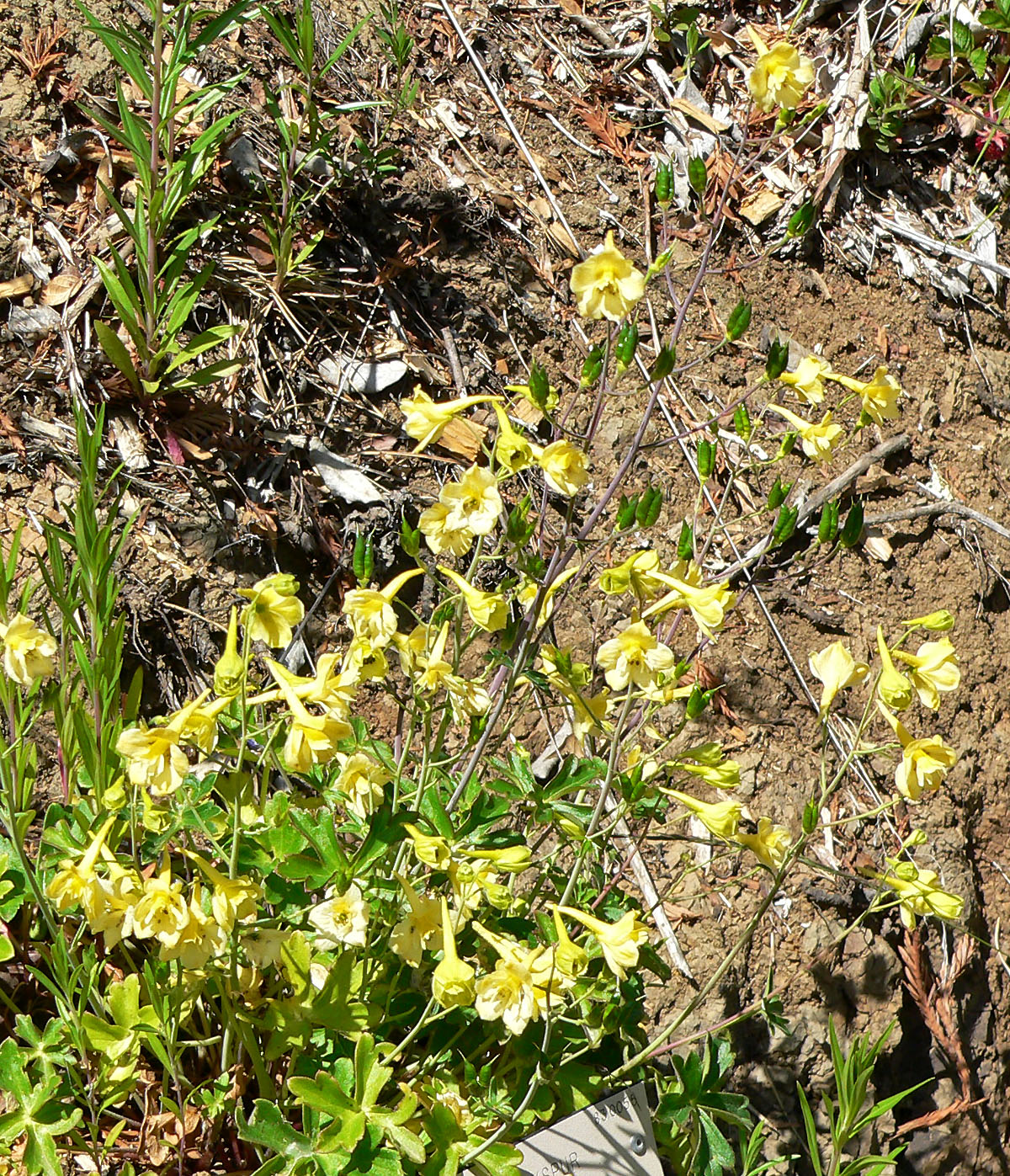
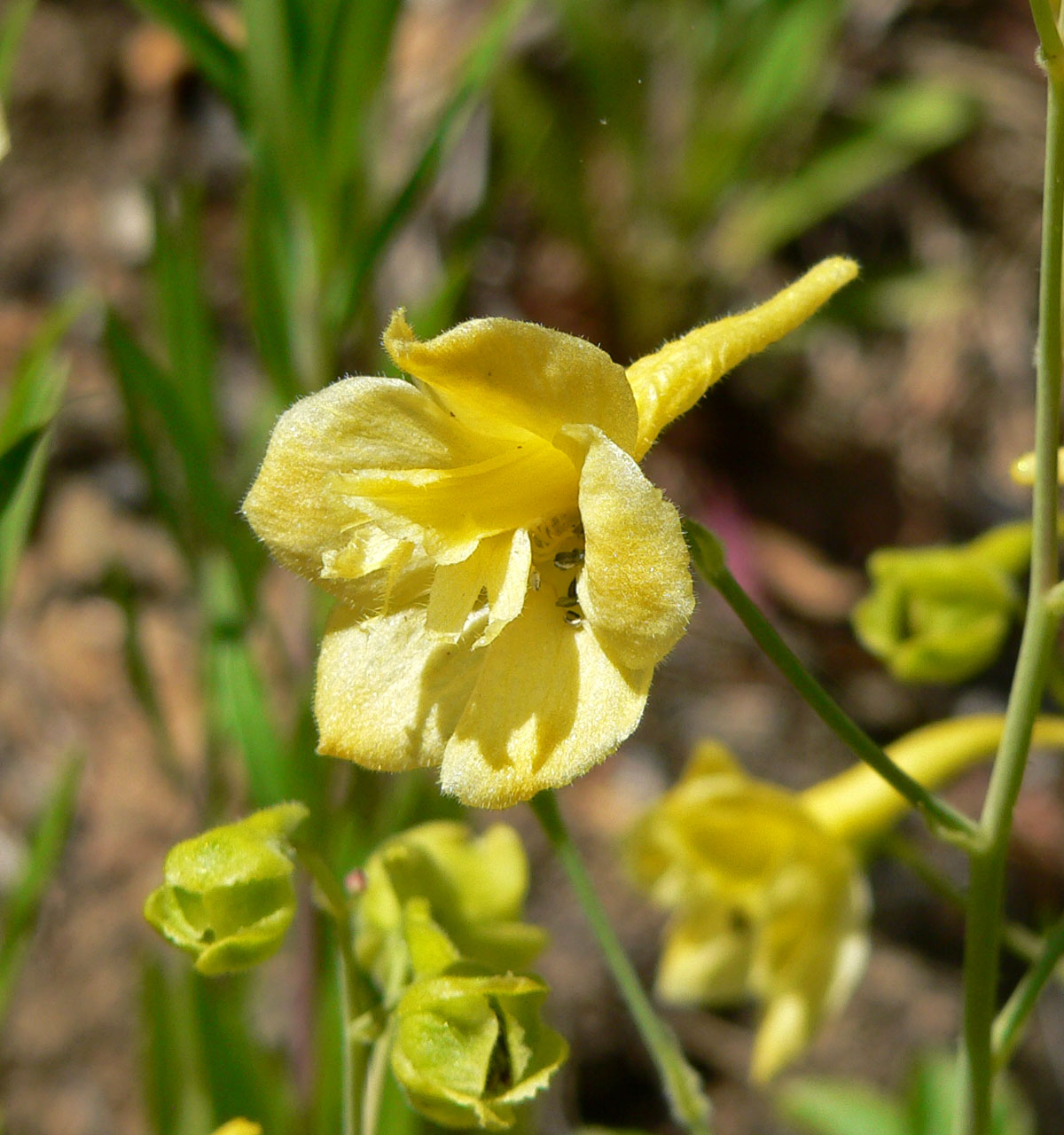